# Prolacertiformes
I prolacertiformi (Prolacertiformes), conosciuti anche con il nome di protorosauri (Protorosauria), sono un ordine estinto di rettili diapsidi, vissuti tra il Permiano superiore e il Triassico superiore (tra 250 e 210 milioni di anni fa).

## Una grande varietà di forme
Nonostante fossero un piccolo gruppo, i prolacertiformi svilupparono una grande varietà di forme: vi erano animali terrestri simili a lucertole (ad esempio Protorosaurus e Macrocnemus), altri invece erano dotati di un lunghissimo collo ed erano almeno in parte acquatici (come Tanystropheus), e altri ancora possedevano membrane atte a planare e con ogni probabilità vivevano sugli alberi (come Sharovipteryx). Altri enigmatici gruppi di rettili sono stati attribuiti a quest'ordine, come i drepanosauridi, Longisquama e gli pterosauri. Di recente, però, alcuni studiosi (tra i quali Senter, 2004) hanno assegnato i drepanosauri e Longisquama a un altro gruppo, gli arboricoli avicefali, mentre gli pterosauri sono oggi considerati arcosauri. 

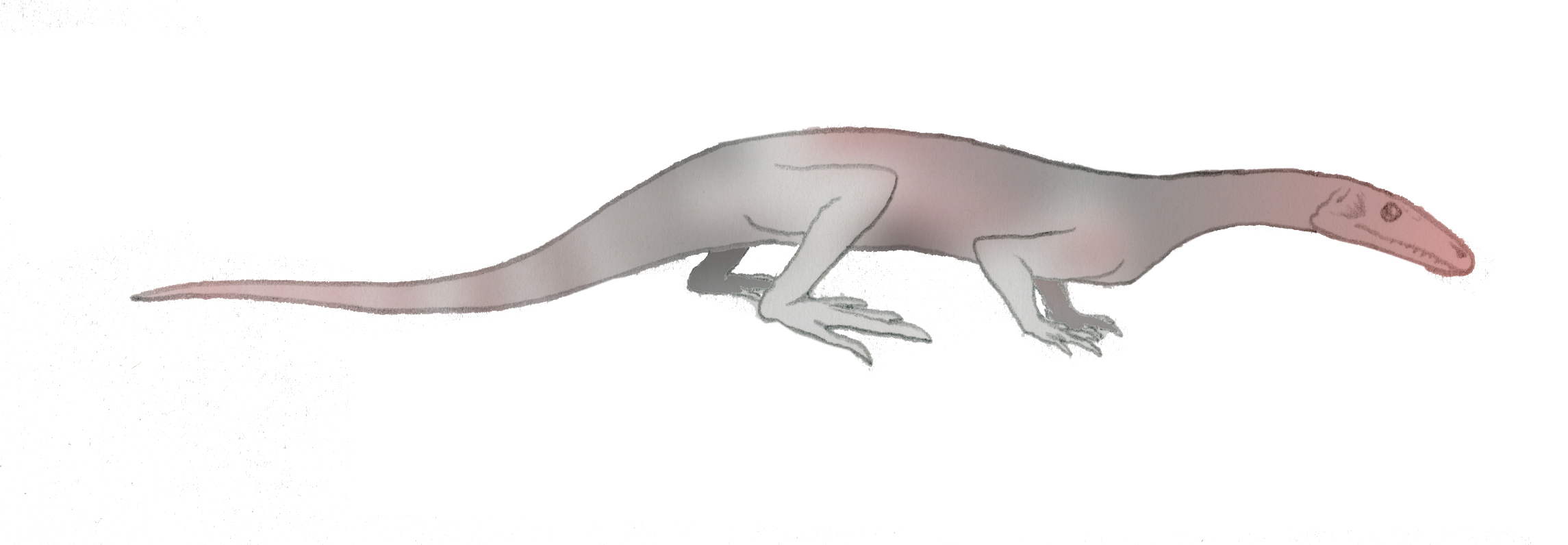
Ricostruzione di Prolacerta broomi

## Evoluzione
In generale, la forma del corpo di molti generi assomiglia molto a quella dei lepidosauri primitivi; in effetti una delle forme più note (Prolacerta broomi) fu per lungo tempo posta vicino all'origine delle lucertole, anche a causa di una riduzione della barra temporale, caratteristica che si riscontra proprio nei lepidosauri primitivi. Solo studi più recenti hanno permesso di porre i protorosauri vicino all'origine degli arcosauri, nell'ambito degli arcosauromorfi. Tra le forme più antiche, da ricordare Protorosaurus, del Permiano superiore della Germania; da forme a esso simili derivarono i prolacertidi, come Prolacerta, agili predatori terrestri. Nel Triassico medio si svilupparono invece forme più piccole e insettivore (Macrocnemus) così come grandi animali dal lunghissimo collo (ad esempio Tanystropheus), forse predatori di animali marini. L'enigmatico Sharovipteryx, dotato di membrane tra gli arti, sembrerebbe essersi sviluppato da rettili simili a Macrocnemus.

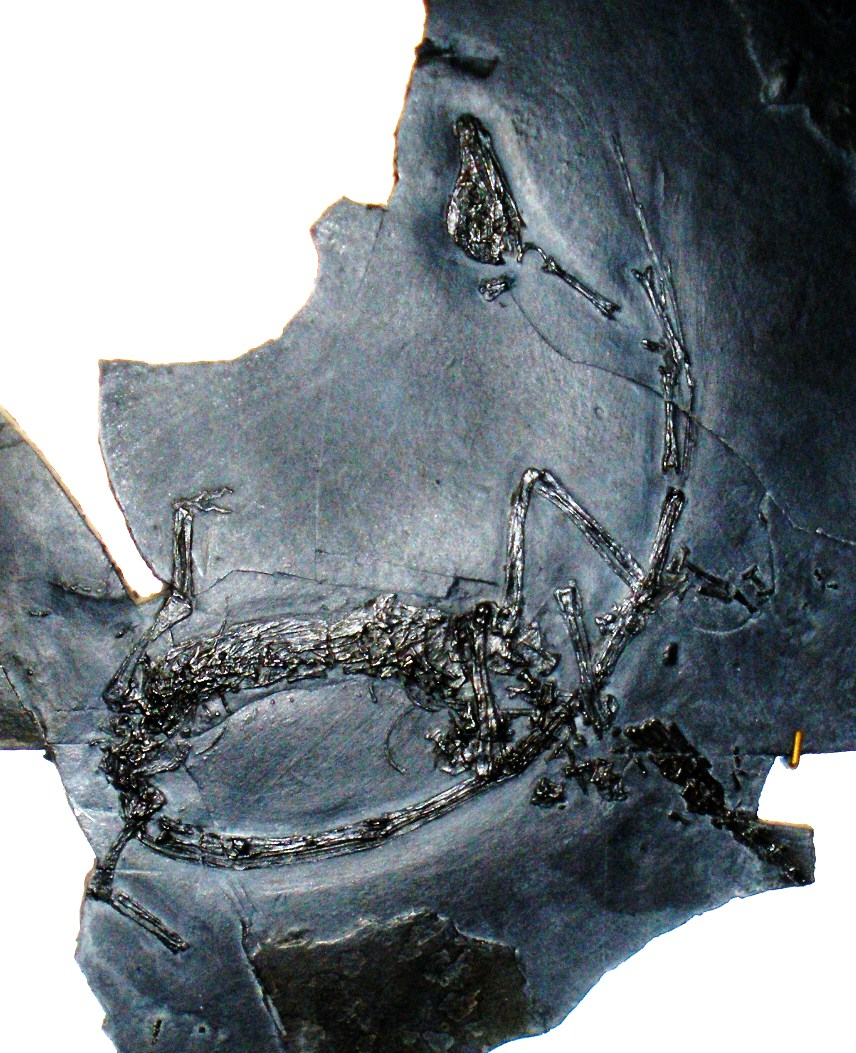
Fossile di Tanystropheus longobardicus. Formazione di Besano (Monte San Giorgio)

## Classificazione
Infraclasse Archosauromorpha
- Ordine PROLACERTIFORMES
  - Famiglia Prolacertidae
    - Kadimakara
    - Pamelaria
    - Prolacerta

  - Famiglia Protorosauridae
    - Protorosaurus

  - Pectodens
  - Jesairosaurus
  - Malerisaurus
  - Fuyuansaurus
  - Macrocnemus
  - Langobardisaurus
  - Boreopricea
  - Cosesaurus aviceps
  - Famiglia Sharovipterygidae
    - Sharovipteryx

  - Famiglia Tanystropheidae
    - Augustaburiania
    - Amotosaurus
    - Protanystropheus
    - Tanytrachelos
    - Tanystropheus
    - Dinocephalosaurus
    - Raibliania